# 青木大和
青木 大和（あおき やまと、1994年3月9日 - ）は、起業家、日本のパラアルペンスキー選手、実業家、東京都出身。

## 来歴
- 晃華学園小学校、法政大学第二中学校を経て、法政大学第二高等学校に入学。入学から4か月後に休学し、アメリカウィスコンシン州へ留学。[1]。
- 2012年、10代の政治関心の向上、および政治参加の拡大を目的とする団体「僕らの一歩が日本を変える。」を設立。同年夏、討論会イベント「僕らの一歩が日本を変える。　高校生100人×国会議員」を議員会館で開催して、話題となる。
- 2013年、慶應義塾大学法学部政治学科に入学。
- 2014年10月、僕らの一歩が日本を変える。がNPO法人取得[2]
- 2016年1月、不慮の事故により脊髄損傷の大怪我を負う。一度は下半身不随の診断を受けるが、リハビリにより歩行できるまでに回復[3]。
- 2016年、コミュニティハウス「アオイエ」事業を立ち上げ、2017年に法人化。同法人・株式会社アオイエの代表取締役を務める[4]。2020年に株式会社アオイエを離れ、同社からスピンオフした株式会社パブリックテクノロジーズの代表取締役に就任。
- 中学・高校時代にアルペンスキー部に所属していたこともあり、2020年パラリンピック出場を目指し活動を開始[3]。
- 2022年2月8日、2022年北京パラリンピック・アルペンスキー日本代表に選出[5]。男子大回転（立位）30位、男子回転（立位）26位。

## 活動履歴
- 2013年12月27日、高校生の次世代起業家サミットで講演。「“高校生”というブランドを戦略的に使おう」と成功の秘訣を語った[6]。
- 2014年2月から、現代ビジネスで青木大和「絶望世代が見る日本」の連載を開始[7]。
- 2014年1月、きん商の学生起業家輩出プロジェクト「K-POWERS BUSINESS」の選考に合格し、5期生として教育を受ける[8][9]。
- 2014年10月4日、乙武洋匡と一緒に香港民主化デモを見学に香港に入り、朝日新聞に記事として掲載された。[10]

## 人物
- 小学生の頃からニュースや新聞を読みあさり、うまくいっていない政治を目の当たりにし「自分なら必ず日本を変えることが出来る！」と政治家を志す[11]。
- 2013年からシェアハウス「本郷よるヒルズ」の住民となる。同居人は堀潤などのジャーナリスト[12]。
- 尊敬する人はジョン・F・ケネディ。

## 活動

### 小4を騙る衆議院解散批判サイト
2014年11月20日、第2次安倍内閣が同月21日に実施すると決めた衆議院解散への疑問を投げかける内容のウェブサイト「どうして解散するんですか？」が作成された。作成者は「小学4年生の中村」となっていたが、内容から「小学生が作ったとは思えない」との批判が集中し、「僕らの一歩が日本を変える。」が作成したのではないかという疑いの目が多く向けられた。これを受けて青木は11月22日にこれらの行為は自分1人で行ったことであるとして、同サイトおよびツイッターで謝罪し、サイト作成を手伝ったTehuも謝罪した。また「僕らの一歩が日本を変える。」は11月23日、団体はこれらの行為に無関係であるとともに、青木が同団体の代表理事を辞任したことを発表した。安倍晋三からは「批判されにくい子供になりすます最も卑劣な行為だと思います」と批判された。
なお、2022年3月に安倍晋三とパラリンピック代表選手として面会した際には「世界の真ん中で活躍を期待してます」と応援されている 。

## 著書

### 共著
- 『僕らの社会のつくり方―10代から見る憲法』 （2014年、遊行社）共著：鈴木崇弘